# Tomosvaryella flaviantenna
Tomosvaryella flaviantenna är en tvåvingeart som först beskrevs av Hardy och Frank Hall Knowlton 1939.  Tomosvaryella flaviantenna ingår i släktet Tomosvaryella och familjen ögonflugor. Inga underarter finns listade i Catalogue of Life.